# Institut Oceanogràfic de París
L'Institut Oceanogràfic de París o IOP (en francès, Institut Océanographique de Paris) és una organització fundada el 29 de març de 1910 pel príncep Albert I de Mònaco, membre associat de l'Institut de França, amb la finalitat de poder estudiar i desenvolupar el coneixement sobre els oceans. La inauguració oficial va tenir lloc el 23 de gener de 1911, amb la presència del príncep Albert I i del president de la República Francesa, Armand Fallières.
L'institut es troba a la rue Saint-Jacques de París i compta amb una biblioteca especialitzada, a més de realitzar conferències i publicar diversos facsímils.
L'any 2011 ha estat rebatejat com Maison des océans et de la biodiversité.